# Treshchiny Chekanovskogo
Koordinaten: 70° 5′ S, 17° 25′ O
Treshchiny Chekanovskogo (englische Transkription von russisch Трещины Чекановского Treschtschiny Tschekanowkowo) ist eine Spalte entlang der Prinzessin-Astrid-Küste des ostantarktischen Königin-Maud-Lands. Sie liegt unmittelbar südwestlich der Werbljud-Insel.
Russische Wissenschaftler benannten sie. Der weitere Benennungshintergrund ist nicht überliefert.